# Ушемнур
Ушемну́р (рос. Ушемнур, марій. Ушемнур) — присілок у складі Новотор'яльського району Марій Ел, Росія. Входить до складу Старотор'яльського сільського поселення.

## Населення
Населення — 23 особи (2010; 36 у 2002).
Національний склад (станом на 2002 рік):
- лучні марійці — 100 %